# Виторкјано
Виторкјано (итал. Vitorchiano) је насеље у Италији у округу Витербо, региону Лацио.
Према процени из 2011. у насељу је живело 1982 становника. Насеље се налази на надморској висини од 312 м.

## Становништво
Према резултатима пописа становништва 2011. у општини је живело 4.956 становника.
| 1931. | 1936. | 1951. | 1961. | 1971. | 1981. | 1991. | 2001. | 2011. |
| ----- | ----- | ----- | ----- | ----- | ----- | ----- | ----- | ----- |
| 2.338 | 2.380 | 2.372 | 2.176 | 1.903 | 2.064 | 2.554 | 3.214 | 4.956 |